# Eva & Adele

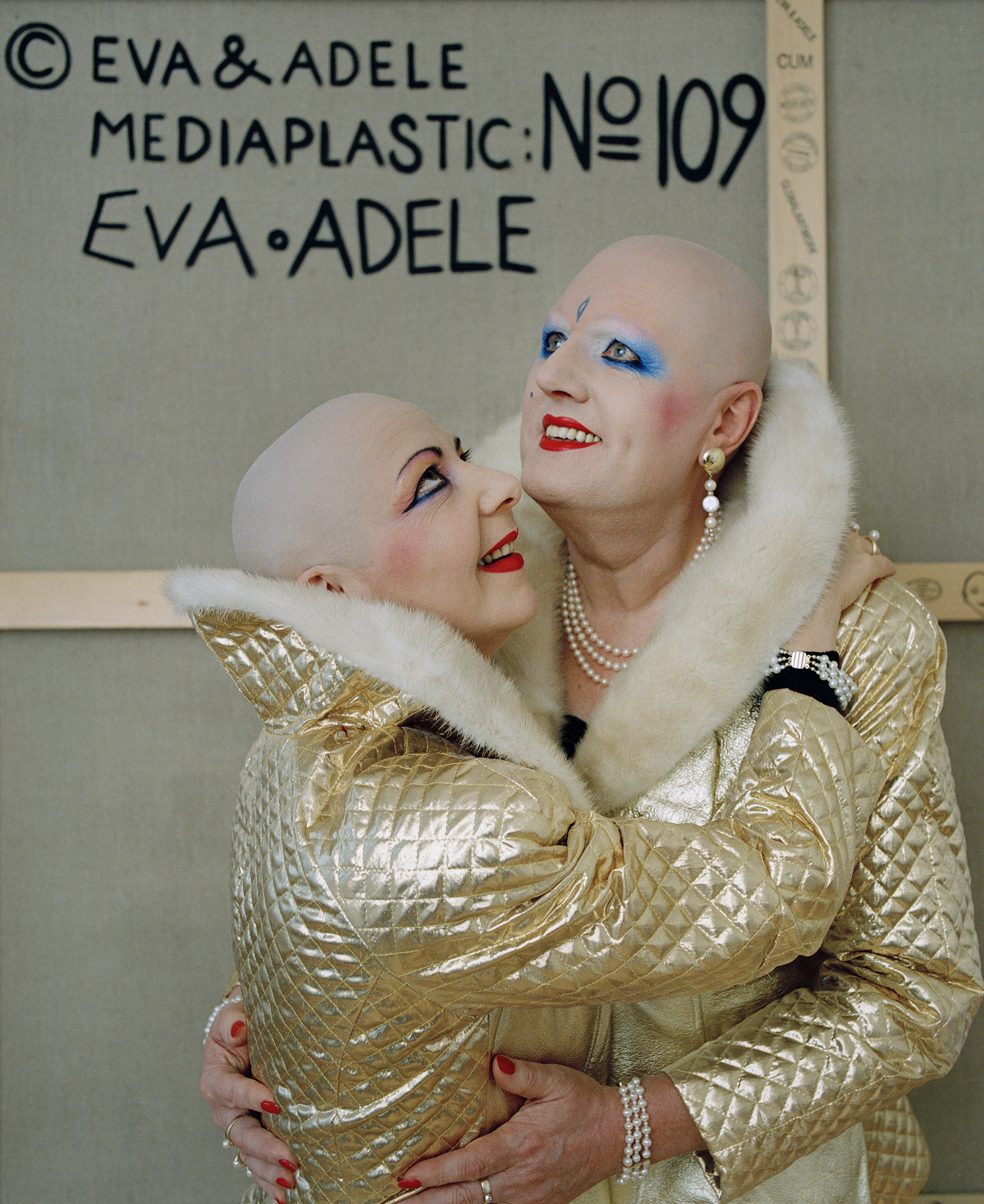
Adele und Eva, fotografiert von Oliver Mark, Berlin 2002

Eva & Adele (Eigenschreibweise EVA & ADELE) waren ein Künstlerpaar aus Deutschland mit Wohnsitz in Berlin. Sie verstanden sich als Gesamtkunstwerk und traten ab 1991 in permanenter Performance künstlerisch wie auch im Alltag ausschließlich gemeinsam auf, stets in identischen Outfits. Seit 1997 waren sie auch mit materiellen Werken in Ausstellungen vertreten. Neben öffentlichen Auftritten arbeiteten sie in den Bereichen Fotografie, Video, Skulptur und Malerei. Eva starb am 21. Mai 2025.

## Leben und Kunst
Eva wurde biologisch als Junge geboren. 2011 ließ sie ihren Personenstand offiziell in „weiblich“ ändern, nachdem ein Gericht ihrem Antrag stattgegeben hatte. Sie erklärte, dass ihr „Körper zwar männlich“ sei, ihre „Seele jedoch nicht“.

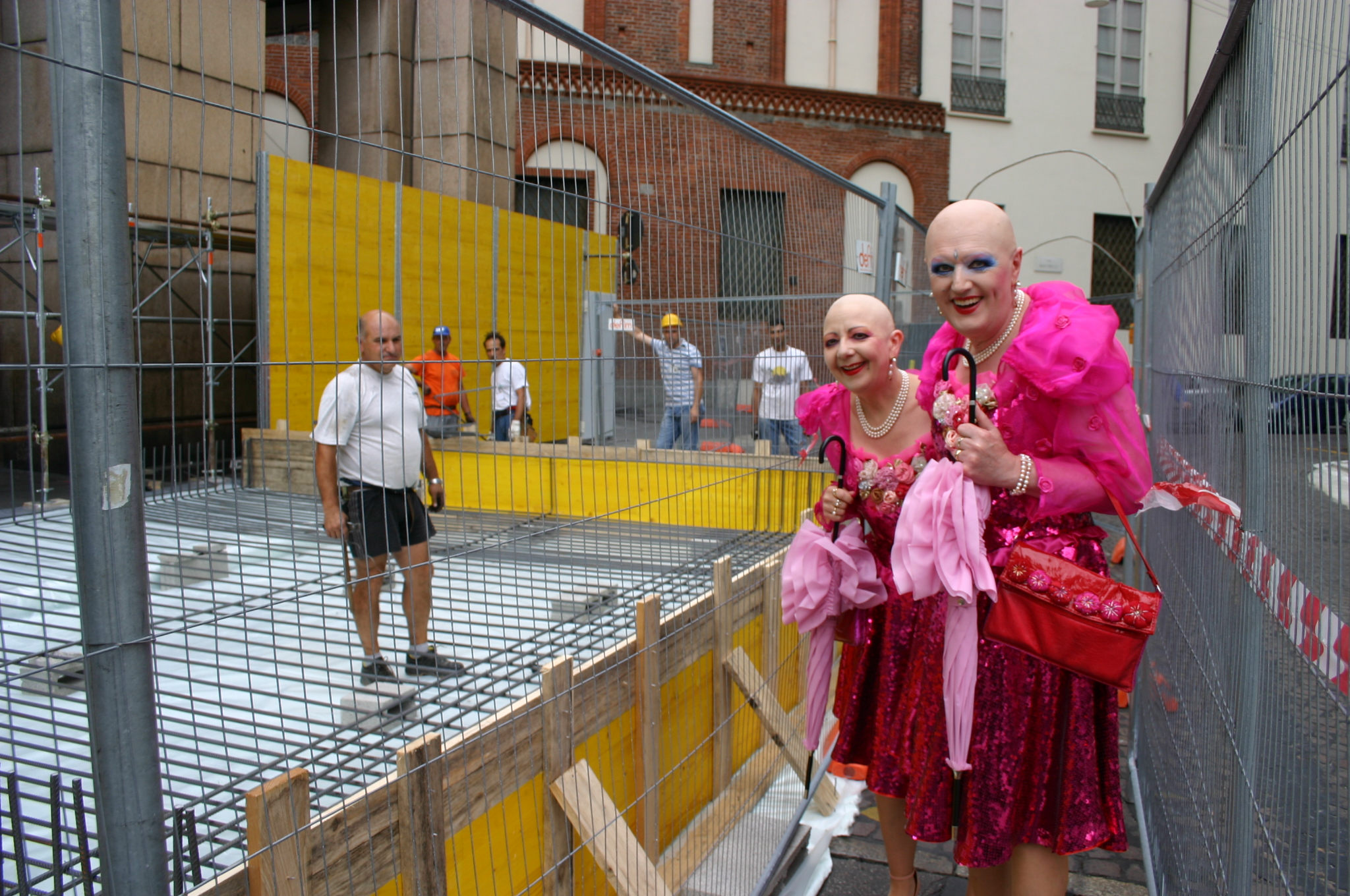
Eva (rechts) und Adele (links), Mailand (2007)

Im April 1991 begannen sie mit ihrer Hochzeit im Rahmen einer Ausstellungseröffnung das lebenslange und permanente Kunstprojekt EVA & ADELE. Sie erklärten sich als mit einer Zeitmaschine aus der Zukunft in Berlin gelandet. Sie erschienen seitdem in exzentrischen, oft pinkfarbenen Damenkostümen, Stöckelschuhen, Handtäschchen, mit kahlgeschorenen Köpfen und bunt geschminkten Gesichtern. Die Künstlerinnen verstanden sich als „work of art“, Leben als Kunst und Kunst als Leben. Obwohl ihr Äußeres weiblich konnotiert ist, traten sie für eine Geschlechtsidentität ein, die nicht durch die Gesellschaft definiert wird, sondern frei wählbar ist.
Im Gegensatz zu Gilbert & George, die sich ebenfalls als lebendes Kunstwerk verstehen, gaben Eva & Adele ihre reale Identität auf. Ihre artifizielle Erscheinung sollte keinerlei Rückschlüsse auf die beiden Personen zulassen. Ihre bürgerlichen Namen und Geburtsdaten ließen sie nicht bekannt werden. Ihr Slogan lautete Coming out of the Future. Als Biographie gaben sie lediglich ihre Körpermaße an, so wie auch ein Kunstwerk vermessen wird. Als lebendes Kunstwerk postulierten sie Wherever we are is Museum (Wo immer wir sind, ist Museum).
In Performances und Begegnungen entstandene Fotografien verwandelten sie im Atelier in Bilder, zum Werkkomplex Cum. Aus Fotografien, die sie von sich selbst in den Medien fanden, entstand der Werkkomplex Mediaplastic. Echtzeit-Videos entstanden im Zuge ihrer Performances.

## Futuring
Futuring ist eine Worterfindung des Künstlerpaares. Als Kunstwerk veröffentlichten Eva & Adele diese Worterfindung erstmals in Stempelform im Jahr 1991 anlässlich ihrer Performance Hochzeit Metropolis im Martin-Gropius-Bau in Berlin. Seither nahm das Kunstwort Futuring eine Schlüsselfunktion in ihrem Werk ein. Der Begriff taucht in nahezu allen entsprechenden künstlerischen Medien, auf Ausstellungen und in deren Begleitprogrammen auf.

## Rezeption
Eva & Adele wurden von verschiedenen Künstlern filmisch porträtiert. Rosa von Praunheim porträtierte Eva & Adele 2012 im Rahmen der Filmreihe Rosas Welt.

## Ausstellungen (Auswahl)

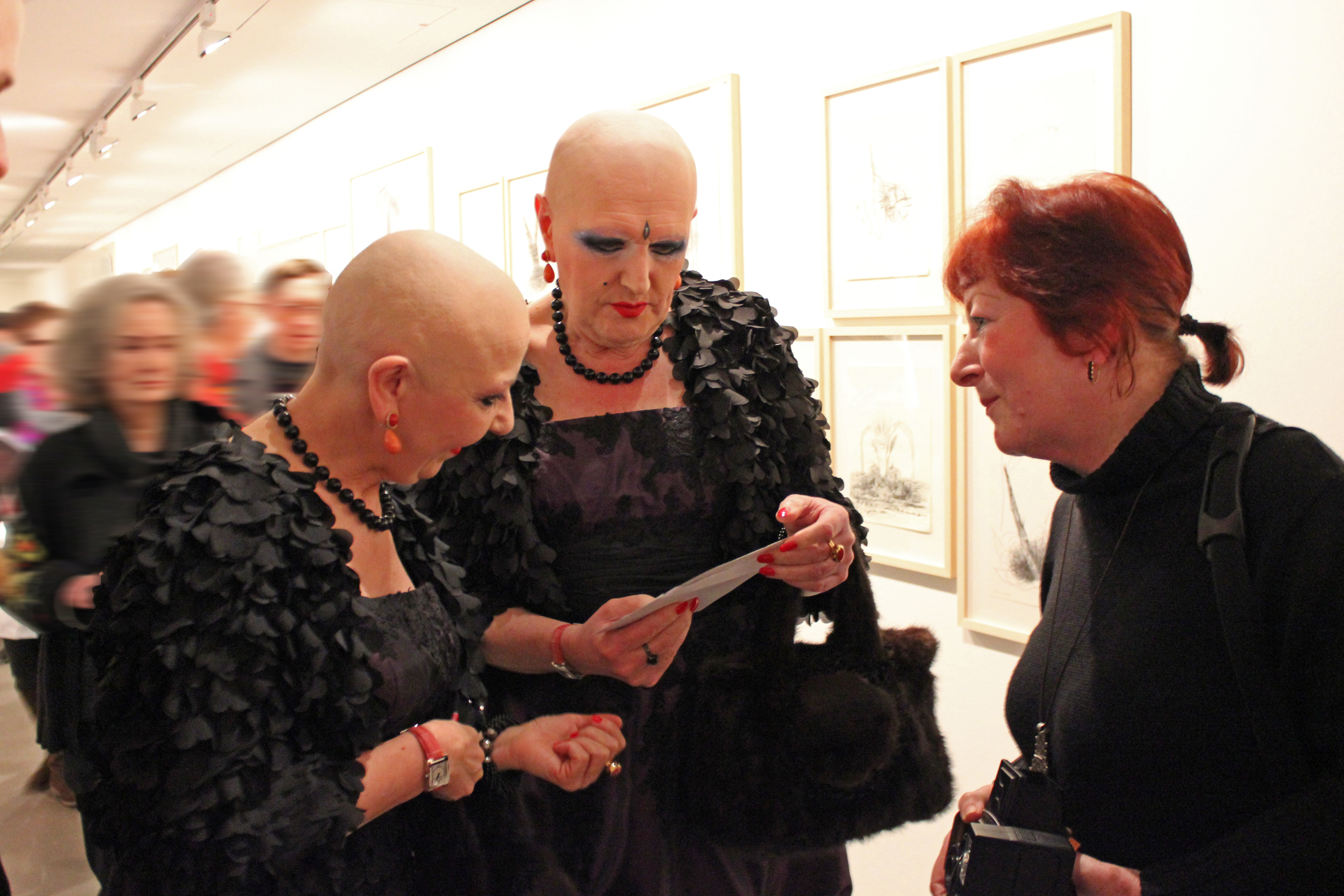
Eva & Adele am 10. März 2013 auf der Vernissage ihrer Ausstellung Futuring im MARTa Herford

- 1997: CUM, Sprengel Museum, Hannover
- 1999: Wherever We Are is Museum, Neuer Berliner Kunstverein, Berlin
- 2000: Logo, Moderne Galerie Saarland Museum, Saarbrücken
- 2000: Logo, Overbeck-Gesellschaft, Lübeck
- 2005: Death of Performance, Claire Oliver, New York
- 2005: House of Futuring, Sprengel Museum Hannover
- Geschlossene Gesellschaft, Galerie Michael Schultz, Berlin
- The Goya Installation, Villa Aurora, Los Angeles
- Painting Queen, Centro Cultural Andratx
- 2007: Angels, Devils & Sexmonster, Claire Oliver, New York
- 2008: Rosa, Rupertinum, Salzburg
- 2008: Rot, Lentos Kunstmuseum Linz
- 2009: Stereoeffekt, Tallinn Art Hall, Tallinn
- 2010: Futuring Dortmund, Galerie Utermann, Dortmund
- 2012: Futuring, Weltkulturerbe Völklinger Hütte, Europäisches Zentrum für Kunst und Industriekultur, Völklingen
- 2012: The Artist = A Work of Art, Museum für Gegenwartskunst Krakau
- 2013: Obsidian, Marta Herford
- 2013: Futuring auf Bötzow, Kulturbrauerei Bötzow, Berlin
- 2014: Acsila, Nicole Gnesa Galerie, München
- 2015: Futuring by EVA & ADELE, Swatch Pavillon, Arsenale Nord, Biennale in Venedig
- 2016: You Are My Biggest Inspiration, Musée d’art moderne de la Ville de Paris
- 2018: L‘amour du risque, me Collectors Room, Stiftung Olbricht, Berlin
- 2019: En plein air, Nicole Gnesa Galerie, München

Eva & Adele nahmen außerdem seit 1997 an Kunstaktionen und Gruppenausstellungen in Europa, den USA und Asien teil.